# 卡尔凯拉讷
卡尔凯拉讷（法語：Carqueiranne，法語發音：[kaʁkeʁan]）是法国普罗旺斯-阿尔卑斯-蓝色海岸大区瓦尔省的一个市镇，位于该省西南部，省会土伦市区东南，属于土伦区。

## 地理
卡尔凯拉讷（43°5'42"N, 6°4'25"E）面积14.48 平方千米，位于法国普罗旺斯-阿尔卑斯-蓝色海岸大区瓦尔省，该省份为法国东南部沿海省份，北起上普罗旺斯阿尔卑斯省，西北角与沃克吕兹省接壤，西接罗讷河口省，南濒地中海，东临滨海阿尔卑斯省。
与卡尔凯拉讷接壤的市镇（或旧市镇、城区）包括：拉克罗、拉加爾德、耶爾、勒普拉代。

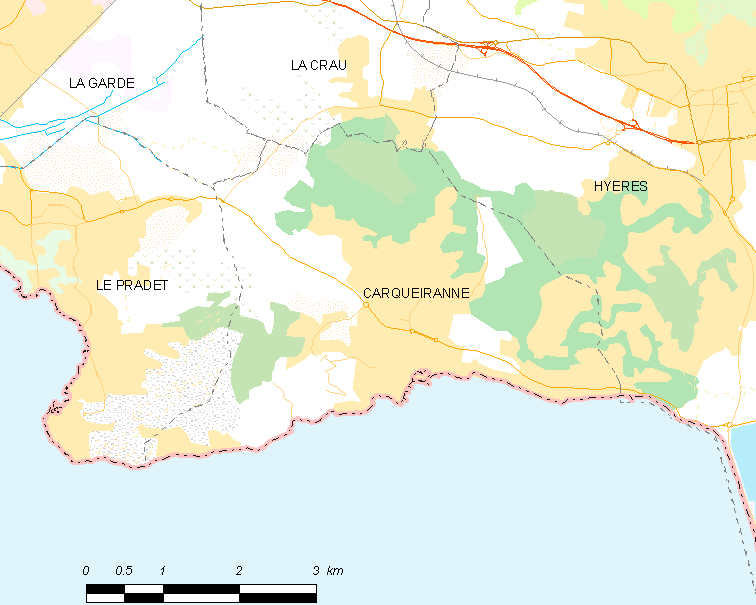
卡尔凯拉讷的OSM定位图

卡尔凯拉讷的时区为UTC+01:00、UTC+02:00（夏令时）。

## 行政
卡尔凯拉讷的邮政编码为83320，INSEE市镇编码为83034。

## 政治
卡尔凯拉讷所属的省级选区为拉加尔德县。

## 人口

1962-2008年间卡尔凯拉讷人口变化图示

卡尔凯拉讷于2022年1月1日时的人口数量为9412人。